# 深井智朗
深井 智朗（ふかい ともあき、1964年12月3日 - ）は、日本の宗教学者、ドイツ思想史の研究者、牧師。学校法人キリスト教若葉学園理事長。2017年10月から2019年5月10日まで東洋英和女学院院長、同大学教授を務めた。

## 来歴
埼玉県出身。1989年東京神学大学大学院修士課程を修了後、1992年からアウクスブルク、ミュンヘンで哲学、社会学、神学を修め、1996年アウクスブルク大学哲学・社会学部で哲学博士(Dr. Phil.)。1996年から2012年まで聖学院大学教授。2012年から2016年まで金城学院大学教授。2016年から2019年5月10日まで東洋英和女学院大学人間科学部教授。2017年10月から2019年5月まで学校法人東洋英和女学院院長。青山学院大学、東京大学大学院、立教大学大学院、国際基督教大学等の非常勤講師、客員教授も務めた。また2000年から2012年まで日本基督教団滝野川教会で牧師を務めていた。2018年より日本基督教団愛泉教会牧師。
2005年、「超越と認識 20世紀神学史における神認識の問題」で京都大学博士（文学）。また『超越と認識』で第13回中村元賞、『十九世紀のドイツ・プロテスタンティズム』で2009年度日本ドイツ学会奨励賞受賞、2015年に韓国語に翻訳された『思想としての編集者』が2015年の韓国出版文化賞を受賞した。

## 研究不正行為

### 事の発端
2013年、青山学院大学総合研究所客員研究員（当時）の小柳敦史は、深井が前年に発表した著書『ヴァイマールの聖なる政治的精神：ドイツ・ナショナリズムとプロテスタンティズム』の書評を日本基督教学会の学会誌『日本の神学』第52号に寄稿し、その中で「出典が不明な引用や注釈での不正確な文献情報・参照指示が数多くみられる」と指摘。「深井の著作については、すでに同誌第49号にて同志社大学神学部教授の水谷誠も同様の指摘を行っている」として、深井の文献資料の取り扱いに苦言を呈した。
小柳はその後も深井の著作の検証を進め、深井が『ヴァイマールの聖なる政治的精神』中で展開した論考において示した論文の書誌情報が公開されていなかったことに疑問を抱いた小柳は、日本基督教学会を経由して深井の研究不正の疑いに関する公開質問状を送り、これが2018年9月25日付の学会誌に掲載された。小柳は当該論文「今日の神学にとってのニーチェ」やその著者とされる「神学者カール・レーフラー」について調査した結果、「単なる『間違い』ではなく、深井氏による創作であると疑われる内容が含まれることが判明」したと指摘した。
この学会誌の記事を『キリスト新聞』のWeb版「Kirishin」が2018年10月4日付で取り上げて報じると、週刊誌が飛びついたのを皮切りに拡大していった。2018年11月に東洋英和女学院大学は「研究活動上の不正行為の疑いがある」として、6名の委員（学内者3名、学外者3名）で構成される調査委員会を設置した。調査委員会から複数の指摘について説明を求められた深井は、カール・レーフラーについて、著書に記された「Carl Loevler」の綴りは誤記で、正しくは「Carl Fritz Loeffler」で美術史家のフリッツ・レーフラー（Fritz Löffler、1899年 - 1988年）のことであると主張するなど、指摘事項についてひと通りの釈明をした。

### 不正の認定
2019年5月10日、東洋英和女学院大学の調査委員会は研究活動上の不正行為（盗用および捏造）があったと認定し、同学院はこれを受けて開催した臨時理事会で深井を懲戒解雇処分とすることを決定した。調査では、深井が『ヴァイマールの聖なる政治的精神』で紹介した「神学者カール・レーフラー」は存在せず、その論文も捏造であることが認定された。また、『図書』に掲載された論考中に述べられている「エルンスト・トレルチの家計簿」の根拠資料となるものについても、捏造と認定された。
研究活動上の特定不正行為に関する公表概要では、深井に対して「実在しない人物と論文を基に本件著書を書き、その著書の一部にて他者の文献より適切な表示をせず引用を行なった。また、実在しない架空の証拠を基に本件論考を著した。これらについて、本調査委員会は、研究者としてわきまえるべき基本的な注意義務の著しい懈怠があったとして、特定不正行為(捏造・盗用)が行なわれたものと認定する。」と断じている。さらに、深井が調査委員会に対する説明を二転三転させたり、無関係な資料を提出したりしたことによる「立証妨害」も認定された。
なお深井本人は、一部に関して「想像で書いた」などと説明し、意図的な研究不正を認めていない。

### その後
騒動を受けて『ヴァイマールの聖なる政治的精神』の発行元の岩波書店は、2019年5月13日付で同著書を絶版とした上で、可能な限り回収することを決定した。報道などで問題が指摘されてから編集者が深井に問い合わせたが、明確な回答はないという。
また、2018年に読売・吉野作造賞（第19回）に選ばれた深井の著書『プロテスタンティズム：宗教改革から現代政治まで』の授賞の取り消しが、2019年5月17日に発表された。同著には捏造などの不正は認められなかったが、深井の研究姿勢に「重大な問題がある」と判断し、取り消しを決めたという。
2019年10月7日、北海学園大学で「人文学の学問性をどう担保するか」と題したシンポジウムが執り行われた。趣旨説明によると、次のような一連の出来事によって「この一件には人文学／人文科学に関わる重大な問題が絡んでいると思ったから」であるという。
その後、シンポジウムに登壇した小柳は、「不正が生み出された要因」や「神学史の研究倫理」などについて述べた上で、「深井氏の事例から見えてくるのは、学問性に問題のある深井氏の研究結果が多くの読者を獲得するに至る過程には、学会および学界が深井氏に与えてきた肯定的評価が影響を与えてきたということ、一方、深井氏の研究不正の検証にあたっては、学会は十分な役割を果たせていないということ」であると指摘している。またフリードリヒ・ヴィルヘルム・グラーフは、アカデミックな不正行為と戦うための基準として、「オープンに議論する文化」「研究機関と研究組織が、違反についての透明で適切な取り扱いと、良い研究実践についての明確なポリシーと手続きを提供することにリーダーシップを発揮すること」「学問についての公共的理解の実践」「透明性がある違反事例の公表」を挙げている。

## 著作
- 『アポロゲティークと終末論：近代におけるキリスト教批判とその諸問題』北樹出版、1999年4月。ISBN 4893847015
- 『政治神学再考：プロテスタンティズムの課題としての政治神学』聖学院大学出版会、2000年9月。ISBN 491583235X
- 『信仰のメロディー：キーワードで読み解くキリスト教 A to Z』ヨルダン社、2000年10月。ISBN 4842802901
- 『文化は宗教を必要とするか：現代の宗教的状況』教文館、2002年3月。ISBN 4764265680
- 『ハルナックとその時代』キリスト新聞社、2002年4月。ISBN 4873953596
- 『超越と認識：20世紀神学史における神認識の問題』創文社、2004年8月。ISBN 4423301210
- 『希望の力：自由を使いこなすために』教文館、2008年3月。ISBN 9784764264304
- 『十九世紀のドイツ・プロテスタンティズム：ヴィルヘルム帝政期における神学の社会的機能についての研究』教文館、2009年8月。ISBN 9784764273009
- 『思想としての編集者：現代ドイツ・プロテスタンティズムと出版史』新教出版社、2011年6月。ISBN 9784400310525（韓国語訳、2015年2月）
- 『伝道』日本キリスト教団出版局〈信仰生活の手引き〉、2012年4月。ISBN 9784818408142（第3版、2017年6月）
- 『ヴァイマールの聖なる政治的精神：ドイツ・ナショナリズムとプロテスタンティズム』岩波書店、2012年5月。ISBN 9784000222242（2019年5月絶版[28]）
- 『神学の起源：社会における機能』新教出版社、2013年5月。ISBN 9784400300038（第4版、2017年6月。韓国語訳、2018年2月）
- 『パウル・ティリヒ：「多く赦された者」の神学』岩波書店〈岩波現代全書84〉、2016年2月。ISBN 9784000291842
- 『プロテスタンティズム：宗教改革から現代政治まで』中央公論新社〈中公新書2423〉、2017年3月。ISBN 9784121024237（第6版、2018年10月）
- 『聖書の情景』春秋社、2018年11月。ISBN 9784393323786

### 共編著
- 『ヴェーバー・トレルチ・イェリネック ハイデルベルクにおけるアングロサクソン研究の伝統』（フリードリヒ・ヴィルヘルム・グラーフ（ドイツ語版）共編著）聖学院大学出版会、2001年12月。ISBN 4915832465
- 『憶えよ、汝死すべきを：死をめぐるドイツ・プロテスタンティズムと音楽の歴史』（大角欣矢共著）日本基督教団出版局、2009年3月。ISBN 9784818407015
- 『思想力：絵画から読み解くキリスト教』（海津忠雄、茂牧人、東方敬信共著）キリスト新聞社、2008年12月。ISBN 9784873955315
- 『神学とキリスト教学：その今日的な可能性を問う』（神代真砂実、川島堅二、西原廉太、森本あんり共著）キリスト新聞社、2009年8月。ISBN 9784873955506
- Protestantism and Democracy (A Theology of Japan 5) クリストフ・シュヴェーベル（ドイツ語版）、アリスター・マクグラス、松谷好明、ほか共著． 聖学院大学出版会） 2009年12月 （英語）ISBN 9784915832857
- Paul Tillich - Journey to Japan in 1960 (Tillich Research Bd. 4) パウル・ティリッヒ著、深井智朗編集、フリードリヒ・ヴィルヘルム・グラーフ序文） 2013年10月. de Gruyter: Berlin （英語）ISBN 9783110302998
- 『ティリッヒとフランクフルト学派：政治・神学・亡命』（深井智朗監修、フリードリヒ・ヴィルヘルム・グラーフ, アルフ・クリストファーセン，エルトマン・シュトルム（ドイツ語版），竹渕香織共編）法政大学出版局〈叢書・ウニベルシタス1005〉、2014年1月。ISBN 9784588010057
- 『ともに育つ保育 入門：幼子とともにキリストへ』（キリスト教保育連盟事務局編、田島靖則ほか共著）キリスト教保育連盟、2018年7月。ISBN 9784905705505
- 『近代神学の誕生：シュライアマハー『宗教について』を読む』（佐藤優）春秋社、2019年1月。ISBN 9784393323762

### 翻訳
- 『近代世界とキリスト教』（W・パネンベルク、編訳、聖学院大学出版会） 1999年4月
- 『自然と神 自然の神学に向けて』（W・パネンベルク、標宣男共訳、教文館） 1999年3月
- 『トレルチとドイツ文化プロテスタンティズム』（フリードリッヒ・ヴィルヘルム・グラーフ、安酸敏眞共編訳、聖学院大学出版会） 2001年2月
- 『アメリカ史のアイロニー』（ラインホールド・ニーバー、大木英夫共訳、聖学院大学出版会） 2002年6月
- 『キリスト教神学用語辞典』（ドナルド・K・マッキム、高柳俊一, 熊澤義宣, 古屋安雄監修、神代真砂実共訳、日本基督教団出版局） 2002年12月
- 『公共神学と経済』（M・L・スタックハウス、監訳、聖学院大学出版会） 2004年3月
- 『終末論入門』（G・ザウター、徳田信共訳、教文館） 2005年6月
- 『ハルナックとトレルチ』（フリードリッヒ・ヴィルヘルム・グラーフ、近藤正臣共訳、聖学院大学出版会） 2007年5月
- 『アーレントとティリッヒ』（アルフ・クリストファーセン, クラウディア・シュルゼ編著、佐藤貴史・兼松誠共訳、法政大学出版局、叢書・ウニベルシタス） 2008年12月
- 『神学通論 1811年/1830年』（F・シュライアマハー、加藤常昭共訳、教文館） 2009年7月、第2刷 2015年9月
- 『宗教について　宗教を侮蔑する教養人のための講話』（F・シュライアマハー、春秋社） 2013年4月
- 『キリスト教の本質』（A・フォン・ハルナック、春秋社） 2014年6月
- 『ブルトマンとナチズム 「創造の秩序」と国家社会主義』（ルドルフ・ブルトマン、訳・解題、新教出版社） 2014年7月
- 『精神の自己主張 ティリヒ＝クローナー往復書簡 1942 - 1964』（フリードリヒ・ヴィルヘルム・グラーフ, アルフ・クリストファーセン共編、茂牧人・宮崎直美共訳、未來社） 2014年11月
- 『近代世界の成立にとってのプロテスタンティズムの意義』（エルンスト・トレルチ、新教出版社） 2015年12月
- 『キリスト教の絶対性と宗教の歴史』（エルンスト・トレルチ、春秋社） 2015年12月
- 『ドイツ的大学論』（シュライアマハー、転換期を読む：未來社） 2016年12月
- 『宗教改革三大文書 付95箇条の提題』（マルティン・ルター、講談社、講談社学術文庫） 2017年9月、第3刷 2023年8月
- 『神の国とキリスト者の生 キリスト教入門』（アルブレヒト・リッチュル、加藤喜之共訳、春秋社） 2017年12月
- 『クリスマスまであとなんにち？』（アントニー・シュナイダー、マヤ・ドゥシコウワ、評論社）2021年10月、再版 2022年10月
- 『キリスト教綱要 初版』（ジャン・カルヴァン、講談社学術文庫） 2025年2月